# Third/Sister Lovers
Third/Sister Lovers es el tercer álbum de estudio del grupo estadounidense de power pop Big Star, lanzado en 1978.
Tras dos álbumes sin éxito comercial, Third documenta el deterioro de la banda, así como los problemas mentales del cantante Alex Chilton. Desde entonces, se ha convertido en un álbum de culto y ocupó el puesto 449 en la lista de los 500 mejores álbumes de todos los tiempos de la revista Rolling Stone en 2012. Su reputación, en constante crecimiento, llevó al álbum al puesto 285 en la lista de la revista en 2020. El álbum está incluido en el libro de Robert Dimery 1001 discos que hay que escuchar antes de morir. Asimismo, el semanario británico New Musical Express la clasificó en la posición 31 de los 50 mejores álbumes en 2011.

## Listado de canciones
| LP original |                                |                         |          |  |
| N.º         | Título                         | Música                  | Duración |  |
| 1.          | «Kizza Me»                     | Chilton                 | 2:44     |  |
| 2.          | «Thank You Friends»            | Chilton                 | 3:05     |  |
| 3.          | «Big Black Car»                | Chilton                 | 3:35     |  |
| 4.          | «Jesus Christ»                 | Chilton                 | 2:37     |  |
| 5.          | «Femme Fatale»                 | Lou Reed                | 3:28     |  |
| 6.          | «O, Dana»                      | Chilton                 | 2:34     |  |
| 7.          | «Holocaust»                    | Chilton                 | 3:47     |  |
| 8.          | «Kangaroo»                     | Chilton                 | 3:46     |  |
| 9.          | «Stroke It Noel»               | Chilton                 | 2:04     |  |
| 10.         | «For You»                      | Jody Stephens           | 2:41     |  |
| 11.         | «You Can't Have Me»            | Chilton                 | 3:11     |  |
| 12.         | «Nightime»                     | Chilton                 | 2:53     |  |
| 13.         | «Blue Moon»                    | Chilton                 | 2:06     |  |
| 14.         | «Take Care»                    | Chilton                 | 2:46     |  |
| 15.         | «Nature Boy»                   | Eden Ahbez              | 2:30     |  |
| 16.         | «Till the End of the Day»      | Ray Davies              | 2:13     |  |
| 17.         | «Dream Lover»                  | Bell, Chilton           | 3:31     |  |
| 18.         | «Downs»                        | Lesa Alderidge, Chilton | 1:43     |  |
| 19.         | «Whole Lotta Shakin' Goin' On» | Dave Williams           | 3:20     |  |
| 50:74       |                                |                         |          |  |

## Créditos
| - Eden Ahbez — Compositor - Lesa Aldredge — Voz - Lesa Aldridge — Voz - Lee Baker — Guitarra - Tommy Cathey — Bajo - Alex Chilton — Ingeniero - Rick Clark — Notas musicales - Steve Cooper — Guitarra - Steve Cropper — Guitarra - Ray Davies — Compositor - Jim Dickinson — Productor - William Eggleston — Piano - John Fry — Ingeniero - Noel Gilbert — Instrumentos de cuerda - Noel Gilbert — Violín - Steven Jurgensmeyer — Diseño de Portada | - Carl March — Arreglista - Carl Marsh — Instrumentos de cuerda - Tommy McClure — Bajo - Dr. Toby Mountain — Master - William Murphey — Guitarra - Willie Murphy — Bajo - Mike O'Brien — Fotografía - Lou Reed — Compositor - Tommy Roseborough — Batería - Richard Rosebrough — Ingeniero - Jim Stephens — Bajo - Jimmy Stephens — Guitarra - Jody Stephens — Batería - Morris "Tarp" Tarrant — Batería - Tarp Tarrant — Batería - Dave Williams — Compositor |